# Panssari Museo
Das Panssari Museo (finnisch: Panzer-Museum, auch The Parola Armour Museum) in Hattula im südlichen Finnland präsentiert die größte Sammlung von Kampffahrzeugen der Roten Armee außerhalb Russlands. Ebenso dient das von einer Stiftung verwaltete Museum der Darstellung von Panzerabwehrmitteln, der Fahrzeugausrüstung und der Geschichte der finnischen Panzertruppe im Verlauf des letzten und aktuellen Jahrhunderts.

## Geschichte
Gegründet im Jahr 1961 wurde in Parola eine Sammlung von ursprünglichen Beutefahrzeugen und Fahrzeugen, welche die finnischen Streitkräfte von verbündeten Nationen erhalten hatten, ursprünglich völlig ungeschützt in einem Freigelände präsentiert. Artefakte zur Geschichte der finnischen Panzertruppe wurden in einem verhältnismäßig kleinen Hauptgebäude präsentiert.
Ein verstärktes internationales Interesse und eine moderne Museumskonzeption führten vor einigen Jahren dazu, dass man sich mit dem Ausbau des Museums und dem Schutz der auf den Außenflächen stehenden Fahrzeuge beschäftigt. Für die teils einzigartigen Exponate wurden überdachte Stellplätze geschaffen, welche den Einfluss der Witterung auf die Objekte reduzierten.
Es wurde ein neues Gebäude für die Präsentation der Panzerabwehrwaffen errichtet, eine Motorenhalle eingerichtet, die Hauptsammlung auf zwei Hallen verteilt und der Zugang zu einem alten Holzbunker und einer alten offenen Panzerabwehrstellung gepflastert.

## Ausstellung
Die Ausstellung hat einen Schwerpunkt bei den Panzerfahrzeugen des Zweiten Weltkrieges. Als einzigartige Objekte gelten hierbei der finnische BT-Umbau BT-42, ein sowjetischer T-50 und ein Panzerwagen BA-10. Diese sind in keinem anderen Museum weltweit zu sehen. Der zweite Schwerpunkt ist die moderne Ausrüstung der finnischen Streitkräfte nach dem Zweiten Weltkrieg.

### Panzer
- Charioteer
- Comet
- KV-1
- KV-1E
- Leopard 2 A4
- M4 Sherman
- PzKpfw IV Ausf. J
- Renault FT
- BT-42
- ISU-152
- StuG III Ausf. G
- T-26 Modell 1933
- T-26 Modell 1939
- T-28
- T-34
- T-50
- T-54
- T-55
- T-60
- T-70
- T-72 M1
- PT-76
- Vickers Mk E
- Vickers-Carden-Loyd Mk VI
- AMOS auf Patria AMV
- Landsverk 62 Anti II
- ZSU 57-2

### Panzerwagen
- BA-10
- BA-20
- Humber PIG
- Ferret Scout Car
- SISU Armoured Car
- M2 White
- Patria AMV
- XA-360

### Sonstige
- FAMO Sd.Kfz. 9
- MT-LB
- Panzerzug

### Geschütze
- 37-mm-Bofors wz.36
- 45-mm-Pushka M1932
- 45-mm Pushka M1937
- 45-mm-Pushka M1942
- 5-cm Pak 38
- 7,5-cm Pak 97/38
- 7,5-cm Pak 40

### Temporäre Ausstellungen
- 2023 – Pz.Kpfw. VI Königstiger Prototyp V2 (aus Bovington)

## Crowdfunding-Kampagne
Im Mai 2016 wurde auf der finnischen Crowdfunding-Website mesenaatti.me eine Kampagne für das Panzermuseum gestartet. Das Geld sollte genutzt werden, um die sich im Freien befindlichen Fahrzeuge der Ausstellung vor den Witterungsbedingungen schützen zu können. Von den schlussendlich eingeworbenen 82.300 € sollen 20.000 bis 40.000 € aus Japan gekommen sein. Als Grund für die hohen Summen aus Japan wurde der BT-42 vermutet.